# Cardioperla flindersi
Cardioperla flindersi är en bäcksländeart som beskrevs av Hynes 1982. Cardioperla flindersi ingår i släktet Cardioperla och familjen Gripopterygidae. Inga underarter finns listade i Catalogue of Life.